# Petrea pubescens
Petrea pubescens o chaparro blanco es una especie de enredadera perennifolia originaria de Sudamérica.

## Taxonomía
Petrea pubescens fue descrita por Porphir Kiril Nicolai Stepanowitsch Turczaninow y publicado en Bulletin de la Société Impériale des Naturalistes de Moscou 36(2): 211. 1863.
Etimología
Petrea: nombre genérico nombrado por Carlos Linneo  en honor de Robert James Petre, 8.º Barón Petre de Ingatestone Hall en Essex.
pubescens: epíteto latino que significa "peluda".
Sinonimia
- Petrea andrei Moldenke
- Petrea glandulosa Pittier
- Petrea pubescens f. albicalyx Moldenke
- Petrea pubescens var. albicalyx Moldenke
- Petrea pubescens var. klugii Moldenke
- Petrea pubescens var. pubescens
- Petrea scaberrima Moldenke[4]